# Самаведа
Са́маве́да (санскр. सामवेद, IAST: sāmaveda, татпуруша: सामन्, IAST: sāman, «ритуальное песнопение» и वेद, IAST: veda, «знание») — третья в обычном порядке нумерации четырёх Вед, древнего ядра писаний индуизма.
По святости и значению для ритуала «Самаведа», или «Веда песнопений», идёт сразу же после Ригведы. Её самхита, или метрический текст, состоит преимущественно из гимнов, воспеваемых священниками удгатарами во время важных жертвоприношений, в которых в честь разных богов совершались возлияния сомы, очищенного и смешанного с молоком и другими ингредиентами.
Собрание состоит из гимнов, частей гимнов и отдельных стихов, взятых преимущественно из «Ригведы», транспонированных и реаранжированных, расставленных без связи со своим изначальным порядком, чтобы лучше соответствовать религиозным церемониям, в которых они должны были использоваться. Стихи предназначены не для простого чтения, но для пения на специально обозначенные мелодии с использованием семи свар (нот). Такие песни называются саманами, и в этом смысле «Самаведа» — действительно книга гимнов.
В гимнах часто встречаются отличия от текстов «Ригведы» — иногда более важные, иногда менее. Некоторые по сути явно являются объяснениями (спаянными с текстом Веды комментариями) и, возможно, эта редакция текста старше и ближе к изначальному варианту, чем вариант «Ригведы». При пении эти стихи всё же изменяются из-за продления, повторения и вставки слогов, различных модуляций, пауз и других модификаций, предписанных Ганами, или "Книгами песен". Два таких руководства, "Грамагеягана" (Gramageyagana), или «Собранная», и "Араньягана" (Aranyagana), или «Лесная книга песен», следуют порядку стихов первой части самхиты, а два других, Ухагана и Ухагаяна, — второй. Эта часть более связна, чем первая, и организована преимущественно триплетами, в которых первый стих — часто повторение стиха, появлявшегося в первой части.
«Самаведа» сохранилась полностью в одной шакхе (редакции), Каутхуме, во второй шакхе — Джайминия, или Талавакара, она сохранилась частично, в виде Джайминия-самхиты. В Джайминия шакхе также сущестувуют Джайминия-брахмана, Джайминия-упанишад-брахмана (Jaiminiya Upanishad Brahmana) и Кена-упанишада.
Изначально существовала тысяча шакх «Самаведы». Вот имена некоторых:
- Ранаяна (Ranayana)
- Шатьямукхья (Shatyamukhya)
- Вьяса (Vyasa)
- Бхагури (Bhaguri)
- Оулунди (Oulundi)
- Гоулгулви (Goulgulvi)
- Бхануман-оупамаява (Bhanuman-oupamayava)
- Карати (Karati)
- Машака Гаргья (Mashaka Gargya)
- Варсгагавья (Varsgagavya)
- Кутума (Kuthuma)
- Сгакугитра (Sgakugitra)
- Джаймини (Jaimini)

Одним из основных распространителей «Самаведы» был Пандит Ревашанкар Шастри из Пададхари (Гуджарат). Его Святейшество Парамачарья Шанкарачарья (Paramacharya Sankaracharya) из Канчи Камакоти Питам в 1960 г. в Мадрасе (Индия) удостоил его титула Самаведа Мартанды (Samaveda Martanda).
Поскольку «Самаведа» записана стихами, её можно петь. Доктором Мридул Кирти был сделан поэтический перевод «Самаведы» на хинди, озаглавленный «Samveda Ka Hindi Padyanuvad».